# Cantalice
Cantalice es una localidad y comune italiana de la provincia de Rieti, región de Lacio, con 2.832 habitantes.

## Evolución demográfica
| Gráfica de evolución demográfica de Cantalice entre 1861 y 2001 |
|                                                                 |
| Fuente ISTAT - elaboración gráfica de Wikipedia                 |